# John Quarles
 (août 2016).
Si vous disposez d'ouvrages ou d'articles de référence ou si vous connaissez des sites web de qualité traitant du thème abordé ici, merci de compléter l'article en donnant les références utiles à sa vérifiabilité et en les liant à la section « Notes et références ».
John Quarles (1624 ou 1625 - 1665) est un poète anglais du XVIIe siècle.

## Biographie
Un des dix-huit enfants de Francis Quarles, il serait né dans le comté d'Essex en 1624. Il est éduqué sous l'attention de l'archevêque James Ussher et intègre le collège d'Exeter de l'université d'Oxford le 9 février 1643 mais ne semble pas y avoir été diplômé.
Il porte les armes pour le roi à la garnison d'Oxford puis est emprisonné et exilé, apparemment à la suite de son adhésion à la cause royaliste. Tandis qu'il est exilé dans les Flandres, il écrit les poèmes contenus dans son premier volume publié, Fons Lachrymarum. Il est en Angleterre en 1648 mais ses « occasions au-delà des mers » l'amènent à partir l'année suivante et la date de son dernier retour est inconnue.
Vers la fin de sa vie, il est réduit à une grande pauvreté et vit de sa plume. Il reste à Londres durant la grande peste qui l'emporte en 1665.

## Textes
- Fons Lachrymarum, or a Fountain of Tears; from whence flow England's Complaint, Jeremiahs Lamentations paraphras'd, with Divine Meditations. And an Elegy upon that Son of Valor, Sir Charles Lucas, Londres, 1648 ; réimprimé en 1649, 1655 et 1677.
- Regale Lectum Miseriæ, or a Kingly Bed of Miserie. In which is contained a Dreame; with an Elegy upon the Martyrdome of Charles, late King of England. … And another upon … Lord Capel. With a Curse against the Enemies of Peace, and the Authors Farewell to England, Londres, 1648 ; réimprimé en 1649, 1658, 1659, 1660 et 1679.
- Gods Love and Mans Unworthiness, Londres, 1651; réimprimé avec Divine Meditations, 1655.
- The Tyranny of the Dutch against the English. … And likewise the Sufferings and Losses of Abraham Woofe … and others in the Island of Banda, Londres, 1653 (prose) ; réimprimé en 1660.
- Divine Meditations upon several Subjects …, Londres, 1655 ; réimprimé en 1663, 1671, 1679.
- The Banishment of Tarquin, or the Reward of Lust, annexed to Shakespeare's Rape of Lucrece, Londres, 1655.
- An Elegie on … James Usher, L. Archbishop of Armagh, … Londres, 1656.
- The History of the most vile Dimagoras … Londres, 1658.
- A Continuation of the History [by his father] of Argalus and Parthenia, Londres, 1659.
- Rebellions Downfall, Londres, 1662.
- Londons Disease and Cure. Being a Soveraigne Receipt against the Plague, for Prevention sake, Londres, 1665.
- The Citizens Flight, with their Recall, to which is added Englands Tears and Englands Comforts, Londres, 1665.
- Self-Conflict, or the powerful Motions between the Flesh and Spirit, represented in the Person … of Joseph … , Londres, 1680; réimprimé avec un titre légèrement différent (Triumphant Chastity, or Joseph's Self-Conflict), 1684.

Rien dans le livre n'indique que ce dernier teste, une traduction entièrement à la manière de Quarles, est une publication posthume mais la date de sa mort donnée ci-dessus est confirmée par William Winstanley, qui apparemment connaissait au moins un membre de sa famille. Quarles est également l'auteur d'une préface en prose aux Emblems de John Hall (en) (1648) et écrit des vers du Abel Redevivus (1651) de Thomas Fuller.